# Saalkreis
Der Saalkreis war ein Landkreis im Süden des Bundeslandes Sachsen-Anhalt. Am 1. Juli 2007 wurde er im Rahmen der Kreisgebietsreform in Sachsen-Anhalt mit dem Landkreis Merseburg-Querfurt zum neuen Saalekreis fusioniert. Nachbarkreise waren im Norden die Landkreise Bernburg, Köthen und Bitterfeld, im Osten der sächsische Landkreis Delitzsch, im Süden der Landkreis Merseburg-Querfurt und im Westen der Landkreis Mansfelder Land. Der Kreis umschloss kragenförmig die kreisfreie Stadt Halle (Saale), die Sitz des Kreises war.
Der Saalkreis bestand bereits seit der frühen Neuzeit im Herzogtum Magdeburg sowie seit 1816 in der preußischen Provinz Sachsen.

## Geographie
Durch das frühere Gebiet des Saalkreises fließt neben der Saale auch die Salza. Weitere kleine Flüsse sind die Laweke, Würde, Kabelske, der Strengbach und die Götsche. Während im westlichen Teil des Gebiets vorwiegend Hügel und eingeschnittene Täler vorherrschen, ist der Norden und Osten geprägt durch flache Ebenen. Der Petersberg bei Halle ist mit 250,4 m ü. NN die höchste Erhebung des ehemaligen Saalkreises und liegt in dessen Nordosten.

## Verwaltungsgeschichte

### Herzogtum Magdeburg
Unter der Bezeichnung „Saalkreis“ waren die Besitzungen des Erzstifts Magdeburg in der Gegend von Halle zusammengefasst, die seit 1680 mit dem nun weltlichen Herzogtum Magdeburg zu Brandenburg-Preußen gehörten. Der Saalkreis umfasste 1790 die folgenden Städte und Gemeinden:
- Halle (Saale) als einzige direkt dem Herzogtum Magdeburg unterstellte Immediatstadt im Saalkreis,
- die vier Städte Alsleben (welches ab 1816 zum Mansfelder Seekreis wechselte), Könnern, Löbejün, Wettin,
- die 1817 zu Halle eingemeindeten, damals aber noch selbstständigen Städte Glaucha und Neumarkt,
- die königlichen Ämter Giebichenstein (heute Stadtteil von Halle), Beesen (heute Stadtteil von Könnern), Brachwitz, Rothenburg, Petersberg und Wettin,
- das fürstlich-anhaltische Amt Alsleben sowie
- 174 weitere Dörfer und Ortschaften unter adliger oder geistlicher Patrimonialgerichtsbarkeit.

1807, im Frieden von Tilsit, verlor Preußen auch den Saalkreis an das französische Kaiserreich, von dem die preußischen Gebiete an der mittleren Elbe dem neu gegründeten Königreich Westphalen zugeteilt wurden. Dort gehörte das Kreisgebiet zum neugebildeten Distrikt Halle des Departement der Saale.

### Preußische Provinz Sachsen
Nach der Niederlage Napoleons in den Befreiungskriegen nahm der preußische König mit seinen „alten Provinzen“ auch den Saalkreis wieder in Besitz. 1815 wurde aus diesem „Altbesitz“ aus der Zeit vor 1807 und den aufgrund der Regelungen des Wiener Kongresses erworbenen sächsischen Gebieten die Provinz Sachsen gebildet und in deren Regierungsbezirk Merseburg als untere Verwaltungsbehörde der Saalkreis zum 1. Oktober 1816 mit modifizierten Grenzen wiederhergestellt:
- Die Städte Glaucha und Neumarkt sowie die Orte Böllberg, Diemitz und Giebichenstein sowie das Vorwerk Gimritz wechselten in den Stadtkreis Halle.
- Das Dorf Spröda wechselte in den Kreis Delitzsch.
- Mehrere Bauernhöfe wechselten in den Kreis Bitterfeld.
- Aus dem altsächsischen Amt Delitzsch kamen die Dörfer Beidersee, Burg, Frößnitz, Rosenfeld und Westewitz zum Saalkreis.
- Aus dem altsächsischen Amt Merseburg kam das Dorf Döllnitz zum Saalkreis.

Das Landratsamt des Saalkreises befand sich zunächst in Wettin.
Zum 10. November 1819 wurden aus dem Saalkreis die Weinberge zwischen Gimritz und Passendorf, die Gimritzer und die Kreuzschäferei, das Rittergut Freiimfelde und das Dorf Wörmlitz in den Stadtkreis Halle umgegliedert.
Am 1. Juli 1828 kam der ländliche Teil des Stadtkreises Halle, darunter die Dörfer Böllberg, Diemitz, Giebichenstein und Wörmlitz wieder zum Saalkreis. Zum 1. Oktober 1833 wurde das Landratsamt von Wettin nach Halle verlegt.
Ab dem 1. Juli 1867 gehörte der Kreis als Teil des Königreichs Preußen zum Norddeutschen Bund und ab dem 1. Januar 1871 zum Deutschen Reich. Am 10. August 1876 wurde der Gutsbezirk Freiimfelde aus dem Saalkreis nach Halle eingegliedert. Am 1. April 1900 traten die Landgemeinden Cröllwitz, Giebichenstein und Trotha und der Gutsbezirk Gimritz vom Saalkreis nach Halle über.
Zum 30. September 1928 fand im Saalkreis entsprechend der Entwicklung im übrigen Freistaat Preußen eine Gebietsreform statt, bei der alle Gutsbezirke aufgelöst und benachbarten Landgemeinden zugeteilt wurden.
Die Gemeinde Ammendorf erhielt am 15. Dezember 1937 das Stadtrecht. Am 1. April 1942 wurde zur Beseitigung von Exklaven die bis dahin zum Saalkreis gehörende Gemeinde Löbnitz an der Linde in den Landkreis Dessau-Köthen des Landes Anhalt umgegliedert.
Als Teil des ehemaligen Regierungsbezirks Merseburg gehörte der Kreis seit der Auflösung der Provinz Sachsen mit Wirkung vom 1. Juli 1944 zur neuen Provinz Halle-Merseburg. Im Frühjahr 1945 wurde das Kreisgebiet zunächst durch US-amerikanische Streitkräfte besetzt.

### DDR
Am 1. Juli 1950 kam es in der DDR zu einer ersten Gebietsreform:
- Aus dem Landkreis Bitterfeld wechselten die Gemeinden Kütten (mit Drobitz), Mösthinsdorf, Plötz (mit Kösseln) und Ostrau (mit Werderthau) in den Saalkreis.
- Aus dem Mansfelder Seekreis wechselten die Gemeinden Beesenstedt, Bennstedt, Fienstedt, Höhnstedt, Kloschwitz, Langenbogen, Salzmünde, Schochwitz, Steuden, Teutschenthal, Wansleben am See und Zappendorf in den Saalkreis.
- Aus dem Landkreis Merseburg wechselte die Gemeinde Angersdorf in den Saalkreis.
- Aus dem Landkreis Delitzsch wechselten die Stadt Landsberg sowie die Gemeinden Bageritz, Benndorf, Dölbau, Gollma, Gütz, Klepzig, Kockwitz, Lohnsdorf, Naundorf b. Reideburg, Queis, Reinsdorf, Reußen, Sietzsch, Wiedersdorf, Wiesenena und Zwebendorf in den Saalkreis.
- Die Stadt Ammendorf sowie die Gemeinden Bruckdorf, Büschdorf, Dautzsch, Diemitz, Dölau, Kanena, Lettin, Mötzlich, Nietleben, Reideburg, Seeben, Tornau und Wörmlitz-Böllberg schieden aus dem Saalkreis aus und wurden in die kreisfreie Stadt Halle eingegliedert.
- Die Stadt Könnern sowie die Gemeinden Beesenlaublingen, Edlau, Garsena, Golbitz, Kustrena, Lebendorf, Mukrena, Trebitz b. Könnern, Trebnitz und Unterpeißen wurden aus dem Saalkreis in den Landkreis Bernburg umgegliedert.
- Die Gemeinde Pritschöna wurde aus dem Saalkreis in den Landkreis Merseburg umgegliedert.
- Die Gemeinde Wieskau wurde aus dem Saalkreis in den Landkreis Köthen umgegliedert.

Bei der Bezirks- und Kreisreform in der DDR wurde 1952 die Abgrenzung noch einmal leicht geändert:
- Aus dem Landkreis Merseburg wechselten die Gemeinden Beuditz, Hohenweiden und Holleben in den Saalkreis.
- Die Gemeinde Wansleben am See wechselte aus dem Saalkreis in den Kreis Eisleben.
- Die Gemeinde Wiesenena wechselte aus dem Saalkreis in den Kreis Delitzsch im Bezirk Leipzig.
- Der Saalkreis wurde dem neuen Bezirk Halle zugeordnet.

Zum Saalkreis im Bezirk Halle der DDR siehe 

### Bundesrepublik Deutschland
Nach der Wiedervereinigung gehörte der Saalkreis zum Regierungsbezirk Halle des Landes Sachsen-Anhalt. Bei der Kreisreform von 1994 wechselte die Gemeinde Dornstedt aus dem Landkreis Querfurt in den Saalkreis. Am 1. August 2004 schieden die drei Gemeinden Döllnitz, Hohenweiden und Lochau aus dem Saalkreis aus und wurden in die Gemeinde Schkopau im damaligen Landkreis Merseburg-Querfurt eingegliedert. Im Rahmen der Kreisreform von 2007 wurde der Saalkreis mit dem Landkreis Merseburg-Querfurt zum Saalekreis zusammengeschlossen.

## Einwohnerentwicklung
| Jahr | Einwohner | Quelle |
| ---- | --------- | ------ |
| 1816 | 27.149    | [ 5 ]  |
| 1843 | 40.126    | [ 6 ]  |
| 1871 | 61.679    | [ 7 ]  |
| 1890 | 82.835    | [ 8 ]  |
| 1900 | 69.921    | [ 8 ]  |
| 1910 | 81.683    | [ 8 ]  |
| 1925 | 88.068    | [ 8 ]  |
| 1933 | 93.513    | [ 8 ]  |
| 1939 | 98.633    | [ 8 ]  |
| 1946 | 123.122   | [ 9 ]  |
| 1955 | 94.600    | [ 8 ]  |
| 1960 | 89.451    | [ 8 ]  |
| 1971 | 80.962    | [ 10 ] |
| 1981 | 70.436    | [ 10 ] |
| 1990 | 64.400    | [ 8 ]  |
| 2000 | 82.000    | [ 11 ] |
| 2007 | 75.457    | [ 12 ] |

## Landräte
- 1680–1681 Hans von Dieskau († 1681)
- 1681–1711 Karl von Dieskau († 1727)
- 1711–1719 Karl von Dieskau
- 1719–1723 Vollrat Ludolf von Krosigk
- 1723–1741 Andreas Friedrich von Pawlowski († 1741)
- 1741–1754 Karl Andreas von Schomberg
- 1754–1770 von Taubenheim
- 1771–1775 Christoph Friedrich aus dem Winckel
- 1776–1794 Ferdinand Anton von Krosigk
- 1795–1806 Gottlob Heinrich Magnus von Wedell

- 1816–1833 Dedo von Krosigk
- 1833–1852 Wilhelm von Bassewitz
- 1852–1898 Curt von Krosigk
- 1892–1899 Nikolaus von Werder
- 1899–1919 Dietrich Anton Wilhelm von Krosigk
- 1919–1921 Adolf Thiele
- 1921–1928 Gerhard Müller
- 1928–1932 Otto Streicher, war 12 Jahre in Konzentrationslagern und starb in Auschwitz
- 1932–1933 Erich Kirschbaum
- 1933–1945 Hans Bielenberg
- 1945–? Alfred Lachmann, berufen von der US-Militärregierung[13]

- 1990–2007 Knut Bichoel

## Kommunalverfassung bis 1945
Die Saalkreis gliederte sich in Städte, in Landgemeinden und – bis zu deren nahezu vollständiger Auflösung im Jahre 1928 – in Gutsbezirke. Mit Einführung des preußischen Gemeindeverfassungsgesetzes vom 15. Dezember 1933 gab es ab dem 1. Januar 1934 eine einheitliche Kommunalverfassung für alle preußischen Gemeinden. Mit Einführung der Deutschen Gemeindeordnung vom 30. Januar 1935 wurde zum 1. April 1935 das Führerprinzip auf Gemeindeebene durchgesetzt. Am 15. Februar 1937 erhielt die Gemeinde Ammendorf die Bezeichnung „Stadt“ verliehen. Eine neue Kreisverfassung wurde nicht mehr geschaffen; es galt weiterhin die Kreisordnung für die Provinzen Ost- und Westpreußen, Brandenburg, Pommern, Schlesien und Sachsen vom 19. März 1881.

## Wappen
Das Wappen wurde am 13. März 1995 durch das Innenministerium genehmigt, dabei wurde das bereits am 31. Mai 1937 verliehene Wappen bestätigt.
Blasonierung: „Geviert; Feld 1 und 4: von Rot und Silber geteilt, Feld 2: in Gold ein schwarzer rot bewehrter Löwe, Feld 3: in Gold zwei blaue Pfähle.“

## Städte und Gemeinden bis 1950

### Stand 1950
Zum Saalkreis gehörten vor der Gebietsreform von 1950 vier Städte und 79 weitere Gemeinden:
- Ammendorf, Stadt
- Bebitz
- Beesedau
- Beesenlaublingen
- Beidersee
- Benndorf
- Brachstedt
- Brachwitz
- Braschwitz
- Bruckdorf
- Büschdorf
- Dalena
- Dammendorf
- Diemitz
- Dieskau
- Dobis
- Döblitz
- Dölau
- Döllnitz
- Domnitz
- Dornitz
- Dößel
- Eismannsdorf
- Friedrichsschwerz
- Garsena
- Gimritz
- Golbitz
- Gottenz
- Gröbers
- Großkugel
- Gutenberg
- Hohenedlau
- Hohenthurm
- Kaltenmark
- Kanena
- Kirchedlau
- Kleinkugel
- Könnern, Stadt
- Krosigk
- Kustrena
- Lebendorf
- Lettewitz
- Lettin
- Lieskau
- Löbejün, Stadt
- Lochau
- Maschwitz
- Merbitz
- Möderau
- Morl
- Mötzlich
- Mukrena
- Nauendorf
- Nehlitz
- Neutz
- Niemberg
- Nietleben
- Oppin
- Peißen
- Petersberg
- Plößnitz
- Priester
- Pritschöna
- Reideburg
- Rothenburg
- Schiepzig
- Schlettau
- Schwerz
- Seeben
- Sennewitz
- Spickendorf
- Teicha
- Tornau
- Trebitz b. Könnern
- Trebnitz
- Unterpeißen
- Wallwitz
- Wettin, Stadt
- Wieskau
- Wörmlitz-Böllberg
- Zöberitz
- Zscherben
- Zwintschöna

### Vor 1950 aufgelöste oder ausgeschiedene Gemeinden
- Beesen, 1917 zu Ammendorf.
- Bennewitz, 1938 zu Benndorf
- Böllberg, 1928 zu Wörmlitz-Böllberg
- Burg bei Reideburg, in den 1920er Jahren zu Reideburg
- Burg in der Aue, 1920 zu Ammendorf
- Cröllwitz, 1900 zu Halle
- Dachritz, 1938 zu Wallwitz
- Deutleben, 1938 zu Neutz
- Freiheit Oppin, 1921 zu Oppin
- Frößnitz, 1938 zu Petersberg
- Giebichenstein, 1900 zu Halle
- Görbitz, 1938 zu Lettewitz
- Groitsch, 1938 zu Teicha
- Harsdorf, 1921 zu Oppin
- Hohen, 1938 zu Brachstedt
- Inwenden, 1921 zu Oppin
- Kapellenende, in den 1920er Jahren zu Reideburg
- Lehndorf, 1936 zu Teicha
- Löbnitz an der Götsche, 1936 zu Teicha
- Löbnitz an der Linde, 1942 zum Landkreis Dessau-Köthen
- Mitteledlau, 1938 zu Kirchedlau
- Obermaschwitz, 1938 zu Maschwitz
- Osendorf, 1920 zu Ammendorf
- Osmünde, 1938 zu Gröbers
- Planena, 1920 zu Ammendorf
- Pranitz, 1921 zu Oppin
- Rabatz, 1938 zu Peißen
- Radewell, 1920 zu Ammendorf
- Raunitz, 1938 zu Gimritz
- Rosenfeld, 1928 zu Hohenthurm
- Schönnewitz, in den 1920er Jahren zu Reideburg
- Schwoitsch, 1938 zu Gröbers
- Sieglitz, 1938 zu Hohenedlau
- Sylbitz, 1938 zu Wallwitz
- Trebitz am Petersberge, 1938 zu Wallwitz
- Trotha, 1900 zu Halle
- Untermaschwitz, 1938 zu Maschwitz
- Wesenitz, 1938 zu Lochau
- Westewitz, 1938 zu Wallwitz
- Wörmlitz, 1928 zu Wörmlitz-Böllberg
- Wurp, 1938 zu Brachstedt

### Namensänderungen
Im Verlauf des 20. Jahrhunderts wurden einige Schreibweisen mit „c“ beseitigt:
1911:
- Cönnern → Könnern

1937:
- Canena → Kanena
- Custrena → Kustrena
- Mucrena → Mukrena

## Städte und Gemeinden 1990–2007

### Verwaltungsgliederung 2007
(Einwohnerzahlen vom 31. Dezember 2006)
Einheitsgemeinden
- 1. Kabelsketal [Sitz: Gröbers] (9045)

Verwaltungsgemeinschaften mit ihren Mitgliedsgemeinden

Sitz der Verwaltungsgemeinschaft *
| - 1. Verwaltungsgemeinschaft Götschetal-Petersberg 1. Brachstedt (915) 2. Götschetal [Sitz: Wallwitz] * (5863) 3. Krosigk (874) 4. Kütten (422) 5. Morl (920) 6. Ostrau (1260) 7. Petersberg (690) - 2. Verwaltungsgemeinschaft Östlicher Saalkreis 1. Braschwitz (1264) 2. Hohenthurm (1916) 3. Landsberg, Stadt * (8518) 4. Niemberg (1482) 5. Oppin (1551) 6. Peißen (1071) 7. Schwerz (541) | - 3. Verwaltungsgemeinschaft Saalkreis Nord 1. Brachwitz (1009) 2. Döblitz (189) 3. Domnitz (806) 4. Dößel (360) 5. Gimritz (364) 6. Löbejün, Stadt (2287) 7. Nauendorf (1835) 8. Neutz-Lettewitz (913) 9. Plötz (760) 10. Rothenburg (867) 11. Wettin, Stadt * (2076) | - 4. Verwaltungsgemeinschaft Westlicher Saalkreis 1. Beesenstedt (1266) 2. Bennstedt (1497) 3. Fienstedt (236) 4. Kloschwitz (478) 5. Lieskau (2652) 6. Salzmünde * (2486) 7. Schochwitz (1251) 8. Zappendorf (1543) - 5. Verwaltungsgemeinschaft Würde/Salza 1. Angersdorf (1195) 2. Dornstedt (752) 3. Höhnstedt (1584) 4. Langenbogen (2622) 5. Steuden (955) 6. Teutschenthal * (9397) |

### Gebietsveränderungen seit 1995
Seit 1995 fanden im Saalkreis viele Gebietsveränderungen statt.
Von den ursprünglich neun Verwaltungsgemeinschaften bestanden bei der Auflösung des Landkreises noch fünf Verwaltungsgemeinschaften. In der gleichen Zeit verringerte sich die Anzahl der Gemeinden von 59 auf 40.

#### Änderungen bei Verwaltungsgemeinschaften
- Wechsel der Gemeinde Hohenweiden aus der Verwaltungsgemeinschaft Westliche Saaleaue sowie der Gemeinden Döllnitz und Lochau aus der Verwaltungsgemeinschaft Kabelske-Tal in die Gemeinde Schkopau im Landkreis Merseburg-Querfurt (1. August 2004)
- Neubildung der Verwaltungsgemeinschaft Saalkreis Nord aus der Verwaltungsgemeinschaft Nördlicher Saalkreis und der Verwaltungsgemeinschaft Wettin (Eingliederung der Gemeinde Kloschwitz in die Verwaltungsgemeinschaft Westlicher Saalkreis) (1. Januar 2005; Name seit dem 13. Oktober 2005)
- Neubildung der Verwaltungsgemeinschaft Östlicher Saalkreis aus der Verwaltungsgemeinschaft Saalkreis-Ost und der Verwaltungsgemeinschaft Landsberg (1. Januar 2005; Name seit dem 18. August 2005)
- Auflösung der VG Westliche Saaleaue – Eingliederung der Gemeinde Angersdorf in die Verwaltungsgemeinschaft Würde/Salza; Eingemeindung der anderen zwei Mitgliedsgemeinden nach Teutschenthal (1. Januar 2005)
- Auflösung der VG Kabelske-Tal – Bildung der Einheitsgemeinde Kabelsketal (Eingemeindung der Gemeinde Queis nach Landsberg) (1. Januar 2005)
- Wechsel der Gemeinde Brachstedt aus der VG Östlicher Saalkreis in die Verwaltungsgemeinschaft Götschetal-Petersberg (30. März 2006)

#### Änderungen auf Gemeindeebene
- Auflösung der Gemeinden Holleben und Zscherben – Eingemeindung nach Teutschenthal (1. Januar 2005)
- Auflösung der Gemeinde Mösthinsdorf – Eingemeindung nach Ostrau (1. Januar 2005)
- Auflösung der Gemeinden Queis, Sietzsch und Spickendorf – Eingemeindung nach Landsberg (1. Januar 2005)
- Auflösung der Gemeinde Reußen – Eingemeindung nach Landsberg (17. Februar 2005)
- Neubildung der Gemeinde Götschetal aus den Gemeinden Gutenberg, Nehlitz, Sennewitz, Teicha und Wallwitz (Saalkreis) (1. Juli 2006)

#### Namensänderungen
- von Wallwitz zu Wallwitz (Saalkreis) (1. Januar 1998)

## Kfz-Kennzeichen
Anfang 1991 erhielt der Landkreis das Unterscheidungszeichen SK. Es wird im Saalekreis bis heute ausgegeben.